# Elektrizitätswirtschaft in Österreich
Die österreichische Elektrizitätswirtschaft stellt die in Österreich tätige Elektrizitätswirtschaft dar. Sie weist eine Jahreserzeugung von rund 69 Terawattstunden auf und versorgt neben privaten Endverbrauchern Industriekunden und Gewerbe mit elektrischer Energie. Sie weist einem geschätzten Umsatz von rund 6,4 Milliarden Euro bei etwa 21.000 Beschäftigten auf. Die Interessenvertretung der österreichischen E-Wirtschaft ist Oesterreichs Energie (vormals Verband der Elektrizitätsunternehmen Österreichs).

## Geschichte
Anfang der 1880er Jahre begann die dezentrale Elektrizitätserzeugung in Fabriken und öffentlichen Gebäuden. Im Jahr 1886 wurde in der Gemeinde Scheibbs in Niederösterreich das Zeitalter der öffentlichen Stromversorgung eingeläutet. Bis zum Ersten Weltkrieg entstanden in der Folge hunderte kommunale und private E-Werke. Zwischen 1920 und 1924 kam es dann zur Gründung von sieben großen Elektrizitätsgesellschaften mit starker Beteiligung von Bundesländern, Landeshauptstädten, Banken und privaten Kapitalgebern in Niederösterreich, Oberösterreich, Salzburg, Tirol, Vorarlberg, der Steiermark und Kärnten. Die Wiener städtischen Elektrizitätswerke wurden bereits 1899 gegründet, im Burgenland gibt es erst seit 1958 eine eigene Landesgesellschaft.
Bis 1938 ging ein Teil der privaten und kommunalen Elektrizitätsversorgungsunternehmen (EVU) in Landesgesellschaften auf. Mit dem Anschluss an das Deutsche Reich wurde das deutsche Energiewirtschaftsgesetz auch in Österreich eingeführt (es galt teilweise bis 2009) und im März 1938 die Alpen-Elektrowerke (AEW) gegründet. Ab diesem Zeitpunkt wurden viele große Wasserkraftwerksprojekte begonnen. Dabei wurden auch Zwangsarbeiter, KZ-Häftlinge, ausländische Arbeitskräfte und Kriegsgefangene eingesetzt.
Im Zuge des Zweiten Weltkrieges wurden zahlreiche Anlagen beschädigt. Einige Kraftwerke wurden nach 1945 durch Demontagen außer Funktion gesetzt. Gleichzeitig hatte sich der Strombedarf der Industrie und der Haushalte stark vergrößert. Die Lage der Energieversorgung in den ersten Nachkriegsjahren war daher sehr schwierig, und es kam zu zahlreichen Netzzusammenbrüchen, die immer wieder Produktionsausfälle in der Wirtschaft mit sich brachten.
Mit dem zweiten Verstaatlichungsgesetz von 1947 wurde eine richtungsweisende Organisationsform für die E-Wirtschaft Österreichs geschaffen: Die neu gegründete Verbundgesellschaft übernahm das österreichische Übertragungsnetz und die Verwaltung der Bundesmehrheit an Kraftwerkssondergesellschaften. Verbundgesellschaft und Sondergesellschaften übernahmen die Anlagen der Alpen-Elektrowerke und einzelne Kraftwerke und Leitungen von Landesgesellschaften. Die Landesgesellschaften sowie die fünf großen Stadtwerke in Graz, Klagenfurt, Linz, Salzburg und Innsbruck erhielten die Aufgabe, die Verteilnetze zu betreiben und die Endkunden im jeweiligen Bundesland zu beliefern. Zudem wurden die meisten privaten und kommunalen EVU mit Ausnahme von Eigenversorgungsanlagen (Industrie, ÖBB) und Kleinsterzeugern verstaatlicht. Die Verstaatlichung hatte jeweils mit einem Bescheid des Landeshauptmanns zu erfolgen. Einzelne Landesgesellschaften haben aus triftigen energiewirtschaftlichen Gründen auf die Übernahme von EVU in ihrem Bundesland verzichten.

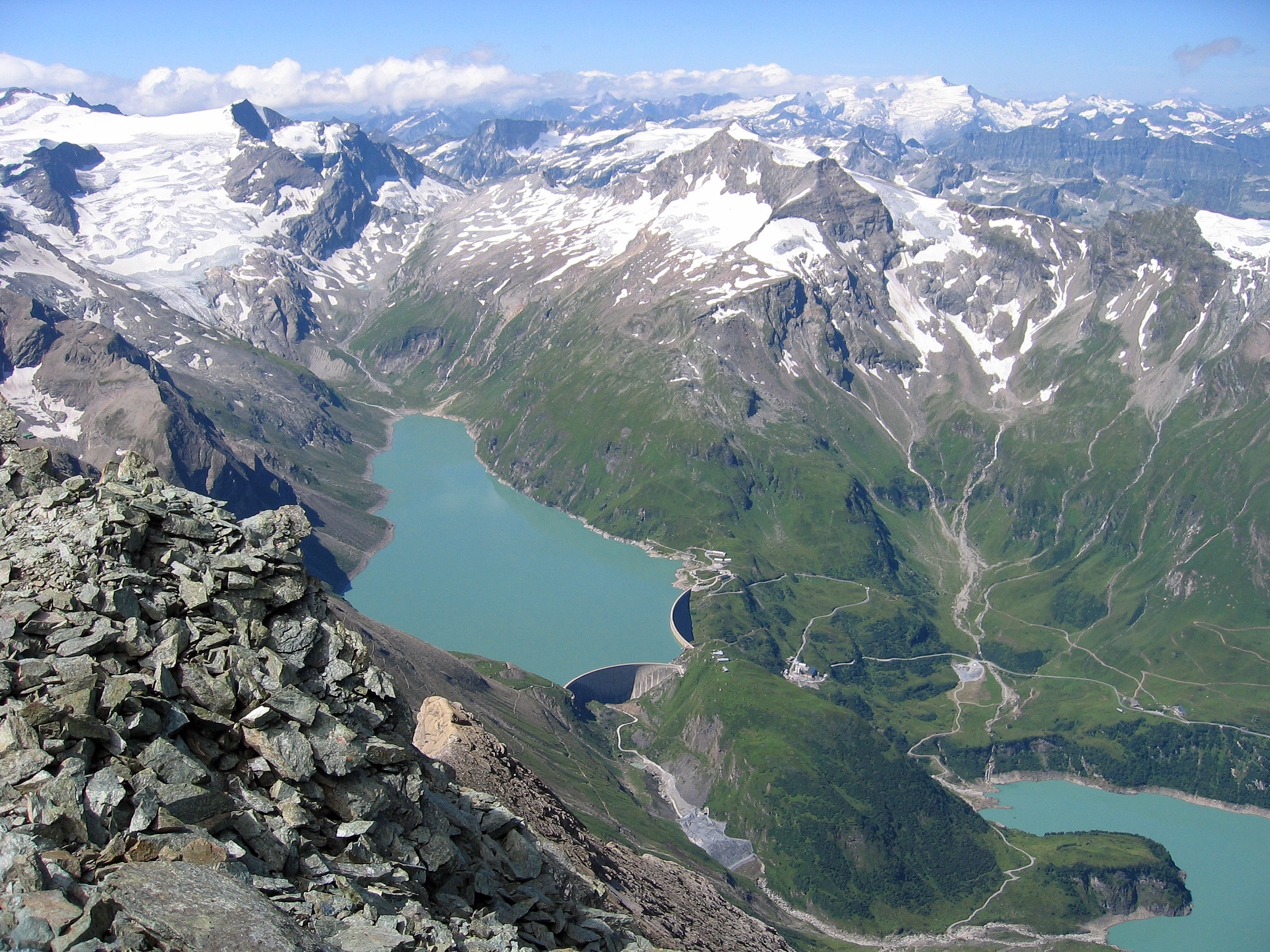
Der Stausee Mooserboden befindet sich in der Oberstufe des Kraftwerks Kaprun (eröffnet 1955).

Zwischen 1948 und 1954 flossen drei Mrd. Schilling aus den Mitteln des Marshallplans in den Wiederaufbau der E-Wirtschaft. Damals wie heute hat elektrischer Strom eine wesentliche Schlüsselfunktion für die wirtschaftliche Entwicklung. Einen wesentlichen wirtschaftlichen Beitrag für den Aufbau des Stromversorgungssystems leisteten die Elektrizitätsförderungsgesetze, welche steuerliche Begünstigungen für Investitionen in Kraftwerke und Leitungsarbeiten vorsahen. Als Symbol des Wiederaufbaus und individuellen Aufschwungs gilt das 1955 eröffnete Speicherkraftwerk Glockner-Kaprun. Weitere Großprojekte dieser Zeit waren das Kraftwerk Ybbs-Persenbeug, das Pumpspeicherkraftwerk Ottenstein und das Lünerseewerk, welches als damals leistungsstärkstes Pumpspeicherkraftwerk der Welt in Betrieb ging. Wegen der niedrigen Öl- und Gaspreise setzte man in der E-Wirtschaft zusätzlich auch auf thermische Kraftwerke, wie etwa das 1962 in Betrieb genommene Kraftwerk Zeltweg. Schließlich ließ der anhaltende Wirtschaftsaufschwung den Stromverbrauch immer schneller steigen: Während sich der Energieverbrauch zwischen 1937 und 1959 um 250 % erhöhte, konnte die Inlands-Stromproduktion im selben Zeitraum auf das Siebenfache gesteigert werden. In den 1960er Jahren wurde Österreich dadurch zu einem Stromexport-Land. Die Ölkrisen der 1970er Jahre waren in Europa der Auslöser für den verstärkten Ausbau der Kernenergie. Vor allem in Frankreich und Großbritannien hatte zu dieser Zeit der Ausbau von Atomkraftwerken bereits begonnen. In Österreich sah das Elektrizitätsförderungsgesetz von 1969 sogar eine Förderung von Investitionen für AKW vor. Das Kernkraftwerk Zwentendorf als erstes heimisches Projekt wurde zwar fertig gestellt, die Bevölkerung entschied sich bei der Volksabstimmung 1978 allerdings gegen die Inbetriebnahme. Als Ersatz wurden schließlich die Kohlekraftwerke Dürnrohr und Voitsberg III gebaut, und auch die Wasserkraft wurde wieder forciert.
Mit der wachsenden Bedeutung des Umweltschutzes wurde dann ab Anfang der 1980er-Jahre die Diskussion um alternative Energiequellen mit steigender Intensität geführt. Zeichen dieses neuen, öffentlichen Bewusstseins waren insbesondere die Besetzung der Hainburger Au und die Verhinderung des Donaukraftwerkes Hainburg im Jahr 1984. Bei Planung und Umsetzung von industriellen Vorhaben wurden damit auch in der Elektrizitätswirtschaft ökologische Gesichtspunkte beachtet. Die Nutzung von Sonne, Wind und Biomasse rückte seit den späten 1990er Jahren zunehmend in den Mittelpunkt des Interesses. Zunehmende Forschung und Investitionen in Windenergie-, Photovoltaik- und Biomasseanlagen sowie in die Nutzung der Geothermie waren das Ergebnis.
Mit der 1987 erlassenen Novelle zum 2. Verstaatlichungsgesetz wurden Teilprivatisierungen bis zu 49 % des Aktienkapitals möglich. Die damalige Österreichische Elektrizitätswirtschafts-AG (heute Verbund AG), Vorarlberger Kraftwerke AG (VKW) und Energieversorgung Niederösterreich (EVN) gingen zwischen 1988 und 1990 an die Börse, Anteile von anderen verstaatlichten Unternehmen wurden direkt verkauft.
Ein weiterer wichtiger Meilenstein für die Elektrizitätswirtschaft war die Liberalisierung des Strommarktes. Die Grundlage dazu bildete eine EU-Richtlinie aus dem Jahr 1996, nach der die nationalen Monopole fallen und Strom zur freien Handelsware werden sollten. Die endgültige Liberalisierung des gesamten österreichischen Strommarktes erfolgte – früher als in anderen europäischen Ländern – am 1. Oktober 2001.
Die Elektrizitätsbinnenmarkt-Richtlinie 1996 verpflichtete die EU-Mitgliedstaaten und somit Österreich zunächst zur mehrstufigen – aber noch nicht vollständigen – Öffnung des jeweiligen nationalen Strommarktes. Nach diesem Konzept wurde der Netzzugang für Industrieunternehmen oder Kommunen ab einer gewissen Größe ermöglicht. Den Haushalten und sonstigen Kleinkunden blieb das Recht auf freie Lieferantenwahl vorerst verwehrt.
Die Vorgaben der Elektrizitätsbinnenmarkt-Richtlinie 1996 wurden in Österreich 1998 mit dem Elektrizitätswirtschafts- und -organisationsgesetz (ElWOG) in das nationale Recht umgesetzt. Die unvollständige Marktöffnung des Ersten Liberalisierungspakets bewirkte europaweit eine politische Diskussion darüber, ob nicht allen Kunden, somit auch jedem Haushalt, der freie Netzzugang gewährt werden sollte. Dies mündete schließlich in die Verabschiedung der Elektrizitäts-Binnenmarkt-Richtlinie 2003 (Zweites Liberalisierungspaket) mit den folgenden Schwerpunkten:
- vollständige Marktöffnung (europaweit bis 1. Juli 2007)
- Einrichtung unabhängiger Regulierungsbehörden
- (Gesellschafts-) rechtliche, organisatorische und buchhalterische Entflechtung der Netze von Wettbewerbsaktivitäten (Erzeugung, Vertrieb) der vertikal integrierten Elektrizitätsunternehmen (Unbundling)
- Stärkung der Konsumentenrechte

In Österreich wurden die meisten europäischen Vorgaben mit dem Energieliberalisierungsgesetz 2000 zu einem bereits sehr frühen Zeitpunkt vorweggenommen. Insbesondere wurde die vollständige Marktöffnung auf Basis des so genannten skandinavischen Bilanzgruppenmodells schon für den 1. Oktober 2001 vorgesehen. Die Entflechtungsregelungen wurden mit einer weiteren ElWOG-Novelle im Jahr 2004 umgesetzt. Mit dem Energie-Liberalisierungsgesetz wurde auch die gesetzliche Grundlage für die Errichtung der Regulierungsbehörde Energie-Control Austria (E-Control) geschaffen.
Eine weitere wichtige ElWOG-Novelle erfolgte 2006 mit dem Energie-Versorgungssicherheitsgesetz, mit dem Regelungen zu einer Erhöhung der Versorgungssicherheit geschaffen wurden.
Die EU-Kommission betrachtete die Ergebnisse zur Energiemarktöffnung auf Grundlage des Zweiten Liberalisierungspakets als noch nicht ausreichend und schlug 2007 eine Reihe von Maßnahmen vor, die nach Abschluss von langwierigen Verhandlungen zwischen der Kommission, dem Rat und dem EU-Parlament im September 2009 in die Verabschiedung des Dritten Binnenmarktpakets mündeten. Das dritte Paket ist durch die folgenden inhaltlichen Schwerpunkte geprägt:
- Eigentumsrechtliche Entflechtung bzw. gleichwertige Entflechtungsmaßnahmen der Übertragungsnetzbetreiber
- Stärkung und Absicherung der Verbraucherrechte
- Stärkung der Unabhängigkeit und der Befugnisse der Regulierungsbehörden
- Gewährleistung des freien Marktzuganges für die Lieferanten und Erzeuger und Entwicklung neuer Erzeugungskapazitäten
- Wirksame Entflechtung der Verteilernetzbetreiber
- Weitere Vorschriften zur Organisation der Regulierungsbehörden

Mit dem ElWOG 2010 wurden diese EU-Vorgaben vollständig umgesetzt, das im März 2011 in Kraft getreten ist. Zur aufgrund der EU-Vorgaben notwendigen Neuorganisation der Regulierungsbehörde wurde das E-Control-Gesetz verabschiedet.

## Strom in Österreich / Strom-Mix

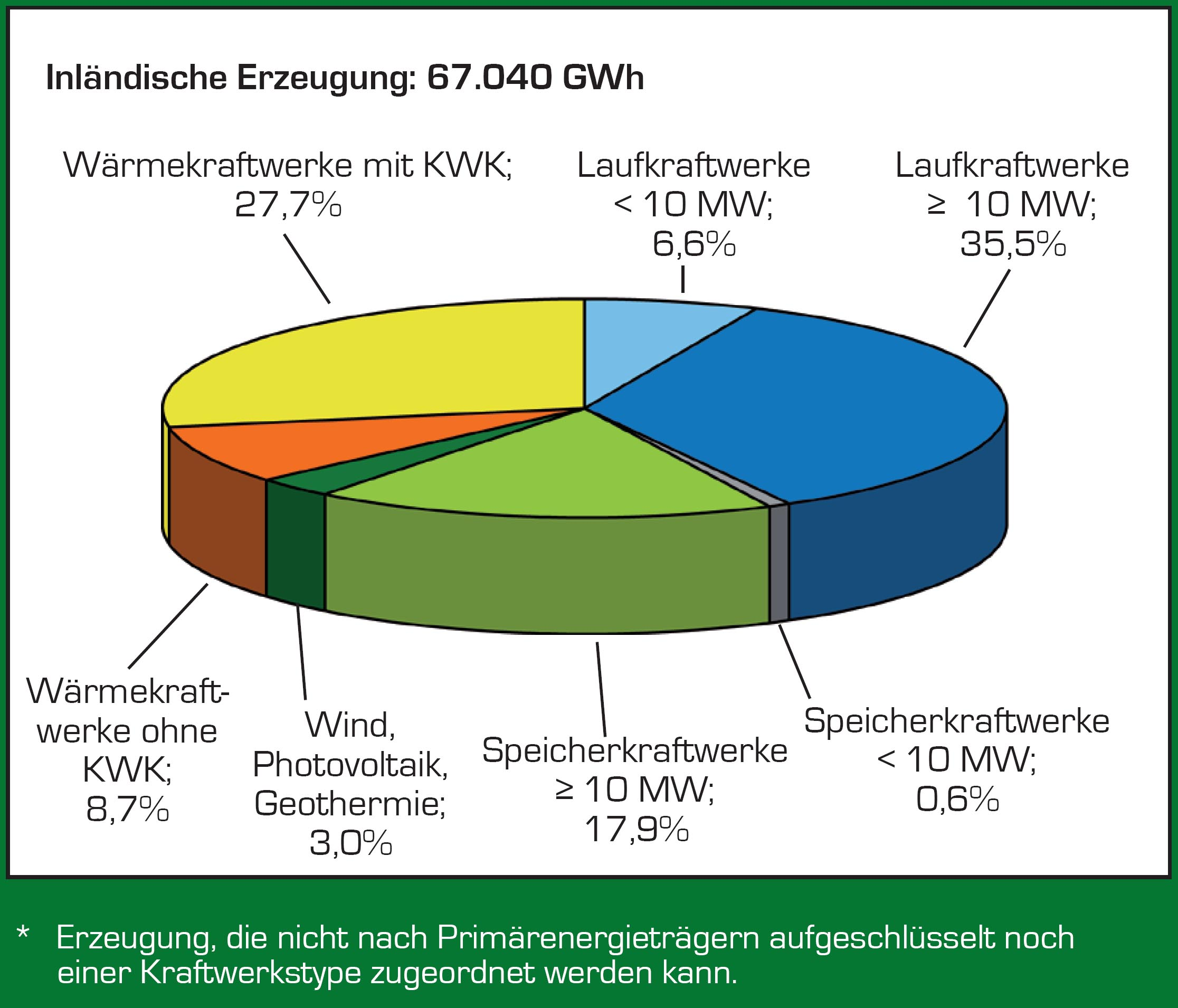
Erzeugungsstruktur 2008

Die Stromerzeugung in Österreich betrug im Jahr 2009 69,0 Mrd. kWh. Davon stammen 69,7 % aus erneuerbaren Energiequellen.
Anzahl der meldepflichtigen Kraftwerke (einschließlich freiwilliger Meldungen):
- 673 Laufkraftwerke
- 107 Speicherkraftwerke
- 1.809 nicht zugeordnete Wasserkraftwerke
- 614 Wärmekraftwerke

### Stromerzeugung

#### Wasserkraft

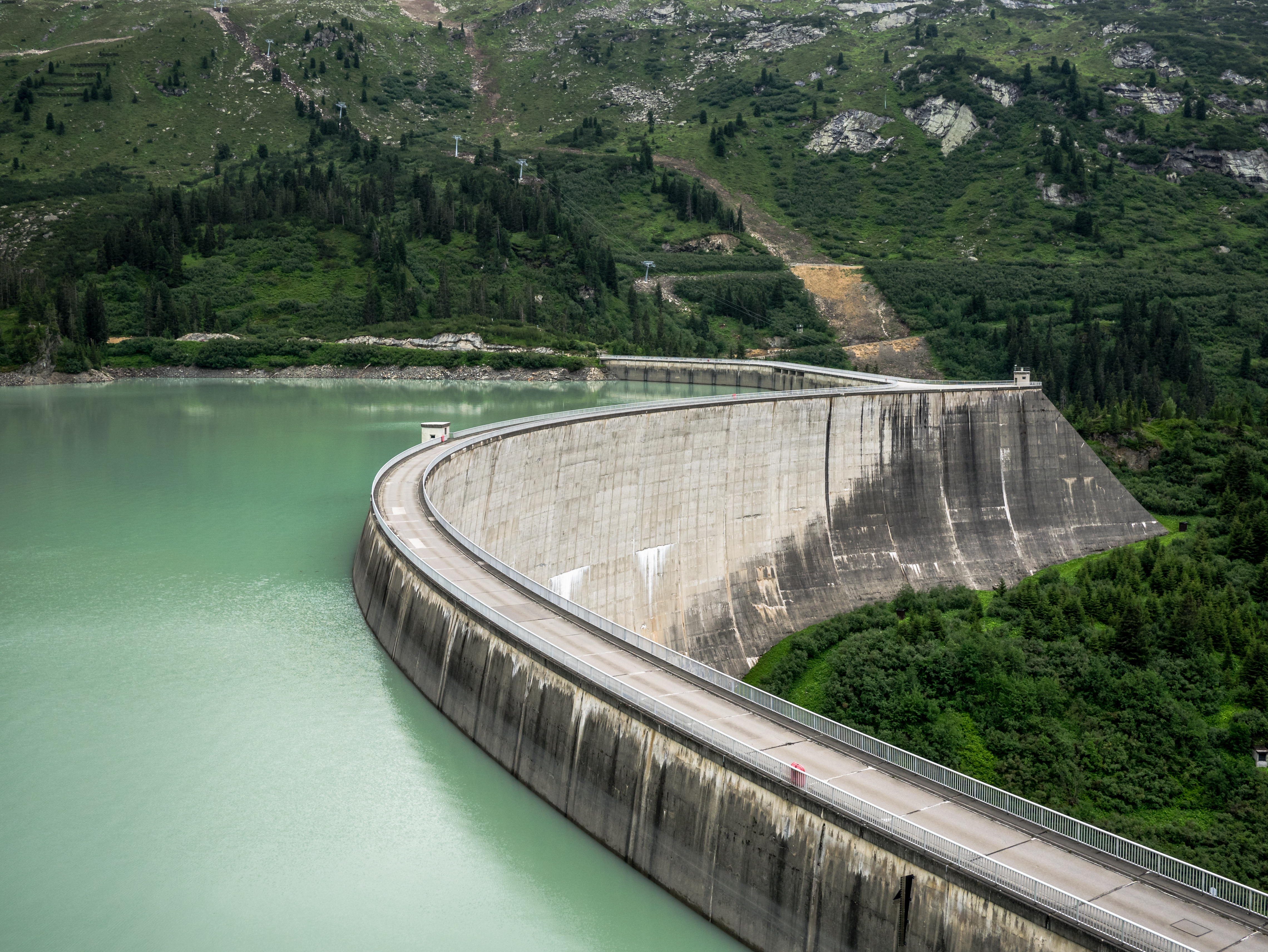
Der Stausee Kops

Wasserkraft (auch: Hydroenergie) ist eine effiziente und nachhaltige Art, Strom zu erzeugen. Die Wasserkraft stellt 2019 mit 57,1 % den bei weitem höchsten Anteil an der österreichischen Stromerzeugung.
Wasserkraftwerke werden in Laufkraftwerke und (Pump-)Speicherkraftwerke unterschieden. Laufkraftwerke generieren rund um die Uhr Strom – sie sind für die Grundlastversorgung mit Strom zuständig. Kleinwasserkraftwerke sind kleinere Kraftwerke mit einer Leistung unter 10 MW. Auch sie arbeiten emissionsfrei und mit minimalen Umweltauswirkungen. Um Fischwanderungen zu ermöglichen, werden neue, aber auch bestehende Wasserkraftwerke sukzessive mit Fischaufstieghilfen ausgestattet.
Speicherkraftwerke bieten heute die einzige wirtschaftliche Möglichkeit, elektrische Energie in großem Umfang indirekt zu speichern. Sie können flexibel eingesetzt werden und sind besonders in Situationen hilfreich, wo rasch Strom ins Netz gespeist werden muss, z. B. bei erhöhtem Strombedarf bei Netzspitzen, wenn Windstille herrscht und die Windräder keinen Strom mehr erzeugen können. Kommt es zu einem Stromüberschuss, etwa wenn nachts von den Lauf- und Windkraftwerken mehr Strom erzeugt als verbraucht wird, werden Pumpspeicherkraftwerke eingesetzt. Bei diesem Kraftwerkstyp wird Wasser aus Speicherbecken wieder in den höher gelegenen Stausee zurückgepumpt. Bei Bedarf wird dann das gestaute Wasser wieder genutzt und erzeugt durch den Antrieb von Turbinen erneut elektrische Energie. Neben ihrer primären Aufgabe – der Stromerzeugung – dienen viele Speicherkraftwerke bzw. deren Stauseen auch als Erholungsgebiete und Tourismusattraktionen.
Kleinwasserkraftwerke funktionieren nach demselben Prinzip wie große Wasserkraftwerke. Sie unterscheiden sich vor allem in der Leistungsklasse von den großen Kraftwerken (Leistung bis 10 MW). Kleinwasserkraftwerke haben einen Anteil von 7,2 % an der inländischen Erzeugung und tragen somit wesentlich zum gesamten Wasserkraftanteil von 62,3 % bei.
Zu den kuriosen Wasserkraftwerken in Österreich zählen die Wasserleitungskraftwerke Gaming I und II, welche zur Druckreduktion in der Zweiten Wiener Hochquellenwasserleitung eingesetzt werden und aus dem Wiener Trinkwasser elektrische Energie gewinnen.

#### Wärmekraft

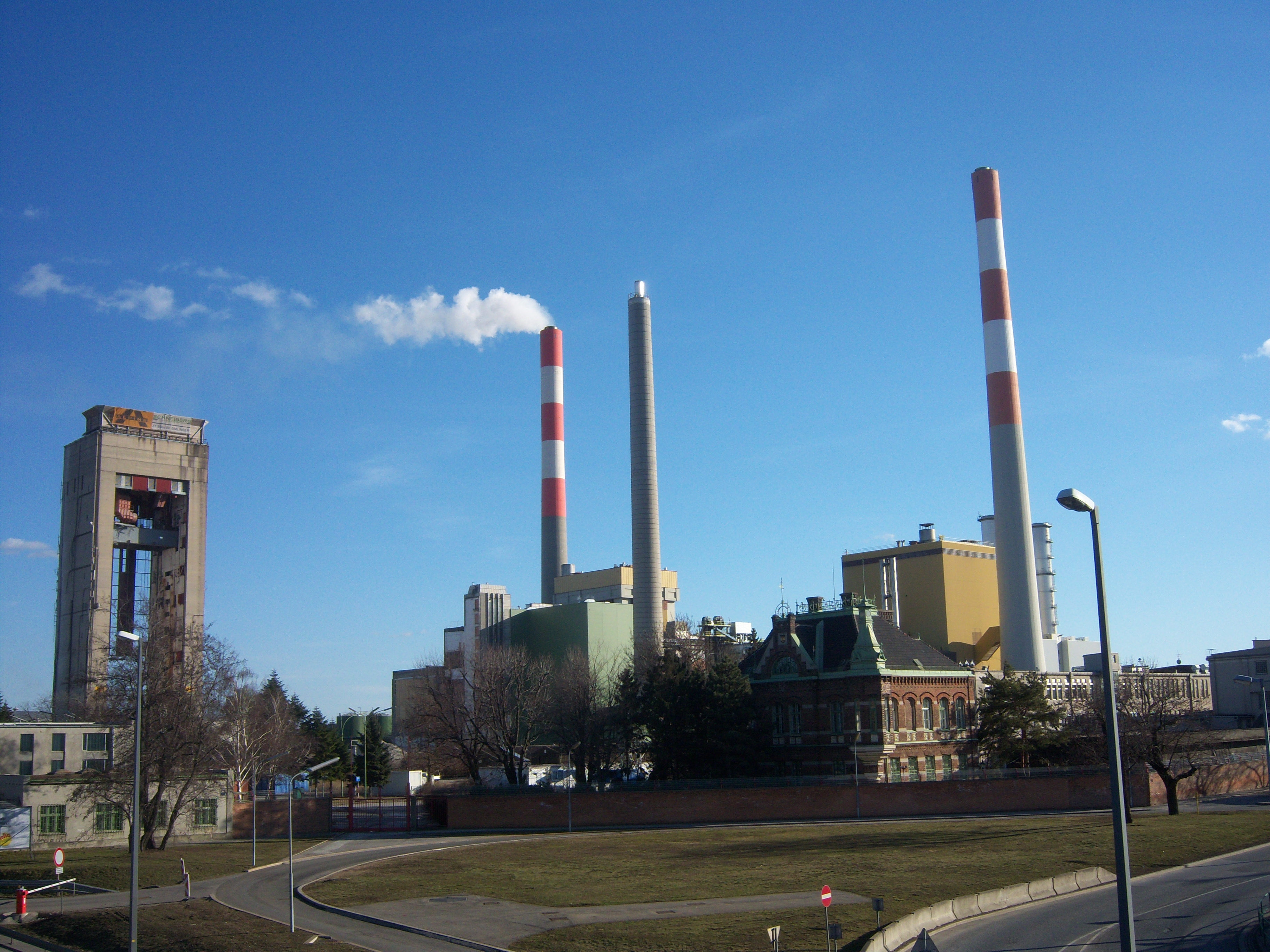
Das Kraftwerk Simmering ist das größte thermische Kraftwerk Österreichs

Wärmekraftwerke (thermische Kraftwerke, kalorische Kraftwerke) nutzen die Verbrennungsenergie von Erdgas, Kohle, Öl oder Biomasse (Primärenergieformen), um daraus Strom zu erzeugen. Sie liefern sowohl Grundlaststrom als auch eingeschränkt Spitzenstrom.
Ein Großteil der thermischen Kraftwerke in Österreich ist mit Kraft-Wärme-Kopplungen ausgestattet, um die eingesetzte Primärenergie bestmöglich zu nutzen. Durch die gleichzeitige Abgabe von Strom und Wärme wird ein höherer Nutzungsgrad als bei konventionellen thermischen Kraftwerken erzielt. Während der erzeugte Strom ins Netz eingespeist wird, kann die durch Verbrennungsprozesse erzeugte Wärme entweder in regionale Fernwärmenetze geleitet, als Prozesswärme für den industriellen Einsatz genutzt werden oder als Verlustwärme in Gewässer abgegeben werden. Sowohl Fernwärme als auch Prozesswärme weisen den Nachteil auf, dass sie aufgrund von Transportverlusten nur im Umkreis von einigen 10 km um das kalorische Kraftwerk wirtschaftlich sinnvoll genutzt werden können.
Der Wärmekraftwerken zu Grunde liegende Carnot-Prozess setzt ihrem elektrischen Wirkungsgrad physikalische Grenzen im Bereich von 35 % bis 45 %, so dass bei der thermischen Energieumwandlung erhebliche Verluste, hauptsächlich als Wärme, unvermeidlich sind. Thermische Kraftwerke mit Kraft-Wärme-Kopplungen erreichen einen gesamten Wirkungsgrad von 86 %, unter der Voraussetzung, dass die Fernwärme und Prozesswärme in der Umgebung des Kraftwerks auch wirtschaftlich genutzt werden kann. Durch den Einsatz von Rauchgasreinigungs- und anderen Rückhalteanlagen werden die Abgase in thermischen Anlagen vor dem Austritt gereinigt.
Der Anteil thermischer Kraftwerke an der Energieerzeugung betrug 2019 in Österreich 22,1 %. Sie leisten damit einen erheblichen Anteil zur Stromerzeugung in Österreich.

#### Additive erneuerbare Energien in der Stromerzeugung
Unter additiven erneuerbaren Energiequellen werden Windkraft-, Biomasse-, Photovoltaik- und Geothermieanlagen subsumiert. Sie werden als Ökostrom in Österreich – wie auch in den anderen europäischen Ländern – speziell gefördert, da Strom in diesen Anlagen heute noch teilweise wesentlich teurer produziert wird, als er am Großhandelsmarkt verkauft werden kann. Aufgrund der europäischen und weltweiten Vorgaben zur Steigerung der erneuerbaren Energien und Vermeidung von Treibhausgasen, das langfristig zu erwartende Ende der fossilen Energieträger, die steigende Stromnachfrage und die (Weiter-)Entwicklung der Technologien – und die damit verbundene Heranführung an marktübliche Erzeugungskosten – wird die Bedeutung der additiven erneuerbaren Energiequellen in Zukunft noch steigen.

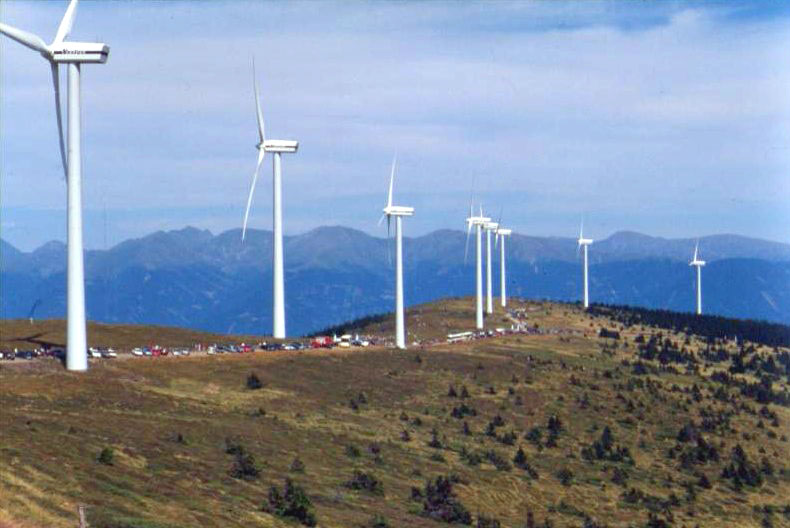
Tauernwindpark

Windkraftanlagen nutzen die kinetische Energie des Windes, die den Rotor in Bewegung setzt. Ein Generator wandelt diese Rotationsenergie in elektrische Energie um. Windräder brauchen genügend Wind, um Strom zu erzeugen. Da Windkraftwerke nur Strom erzeugen können, wenn auch der Wind weht, müssen so genannte Schattenkraftwerke, beispielsweise in Form von Pumpspeicherkraftwerken oder thermische Kraftwerken zur Verfügung gehalten werden und für schnelle Reaktionszeiten auf nicht optimalen Wirkungsgrad betrieben werden, um die Stromversorgung in gleicher Menge und Qualität jederzeit sicherzustellen. Die besten Bedingungen für Windkraftanlagen sind in Österreich im Nordosten des Landes zu finden. im Speziellen Niederösterreich und Burgenland.
Biomasseanlagen gewinnen Strom (und Wärme) mittels Verbrennung von erneuerbaren, nachwachsenden Rohstoffen, wie z. B. Holz oder Stroh. Biogene Brennstoffe werden als CO2-neutral bezeichnet, da sie beim Verbrennen nur das beim Wachsen aufgenommene CO2 wieder abgeben.
Die Gewinnung elektrischer Energie bei der Photovoltaik geschieht durch die Umwandlung von Sonnenenergie mittels Solarzellen.
Geothermische Anlagen nutzen die im zugänglichen Teil der Erdkruste gespeicherte Wärme (z. B. heißes Wasser). Diese kann entweder direkt zum Heizen oder Kühlen verwendet, oder mit Hilfe von Kraft-Wärme-Kopplungen in Strom umgewandelt werden.
Der Anteil von Windkraft, Photovoltaik und Geothermie an der Gesamterzeugung bzw. Aufbringung liegt bei 19,7 % (Stand 2019), zum überwiegenden Teil aus Windkraft.

### Stromnetz

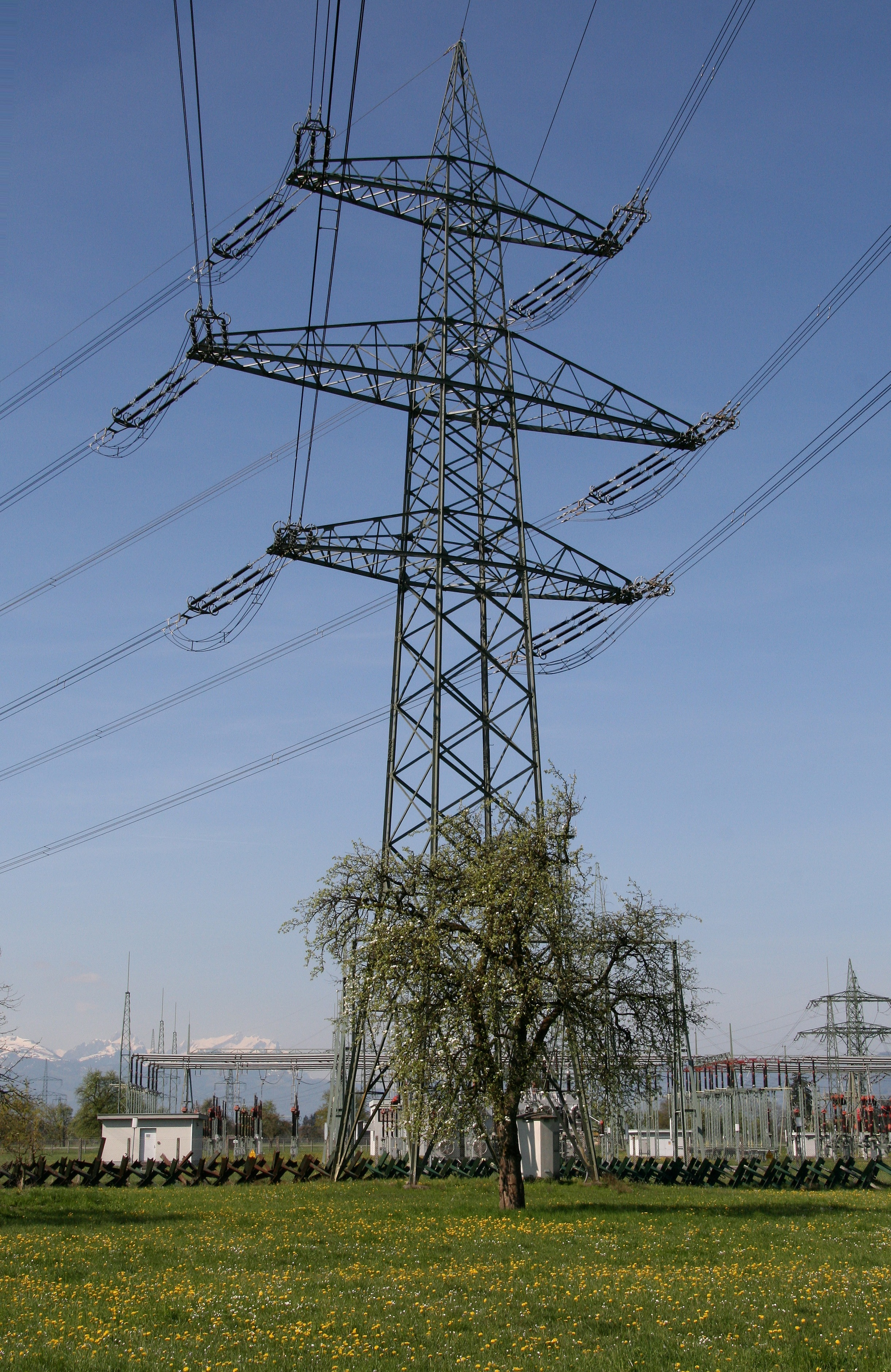
380-kV-Freileitung in Vorarlberg

Damit die elektrische Energie von den Kraftwerken zu den Verbrauchern gelangt, müssen Freileitung, Erdkabeln, Umspannwerke, Schalt- und Transformatorstationen vorhanden sein, die in ihrer Gesamtheit das Stromnetz bilden. Das Stromnetz besteht aus Übertragungsnetzen und Verteilernetzen.
Das österreichische Stromnetz ist über 200.000 km lang. Die österreichische Elektrizitätswirtschaft investierte in den vergangenen Jahren durchschnittlich rund 400 Mio. Euro jährlich in die Netzinfrastruktur. Für die nächsten zehn Jahre sind weitere Investitionen in Milliardenhöhe in den Ausbau der Netzinfrastruktur geplant.
Die mit Hochspannung von 110 kV und darüber betriebenen Übertragungsnetze dienen dem überregionalen Stromtransport. In Österreich gibt es zwei Übertragungsnetzbetreiber:
- Austrian Power Grid AG (100-%-Tochter der Verbund AG, Regelzone APG, Regelzonenführer für Österreich)
- Vorarlberger Übertragungsnetz GmbH (VÜN)  (Regelzone Vorarlberg, der österreichischen Regelzone APG untergeordnet)

Die Hauptpflichten der Übertragungsnetzbetreiber sind der sichere und zuverlässige Netzbetrieb, die Kooperation mit anderen verbundenen Netzen und der koordinierte Ausbau des Verbundsystems. Dabei sind die Erfordernisse des Umweltschutzes zu berücksichtigen. Die Übertragungsnetzbetreiber unterliegen europaweit hohen Kooperationsanforderungen.
Eine weitere wesentliche Aufgabe der Übertragungsnetzbetreiber besteht darin, dass für jeden der drei Übertragungsnetzbereiche eine Regelzone gebildet wird und jeder Übertragungsnetzbetreiber gleichzeitig die Funktion des Regelzonenführers ausübt. Hauptaufgaben der Regelzonenführer sind die Bereitstellung der Frequenz- und Leistungsregelung (Systemdienstleistung) gemäß den technischen Regeln sowie die Organisation und der Einsatz der Ausgleichsenergie.
Die rund 130 österreichischen Verteilernetze dienen dem Stromtransport über die Verteilernetze mit Mittelspannung und Niederspannung dienen der Versorgung von Endverbrauchern oder Lieferanten, welche die elektrische Energie kaufen. Im Gegensatz zum Stromlieferanten können die Verbraucher ihren Netzbetreiber nicht frei wählen, sondern sind zum Anschluss an dasjenige Verteilernetz verpflichtet, in dessen Gebiet sich die betreffende Verbrauchsanlage befindet. Diesem Netzmonopol steht jedoch auch die Pflicht der Verteilernetzbetreiber gegenüber, jede in ihrem Gebiet befindliche Kundenanlage an das Netz anzuschließen. Kunden sind dabei nicht nur Verbraucher, sondern auch Erzeuger, die in das Netz einspeisen wollen.
Die Entgelte, die von den Verbrauchern für den Transport der elektrischen Energie über das Netz bezahlt werden, sind die Netztarife (in Österreich: Systemnutzungstarife). Für bestimmte Netztarifarten müssen auch die Erzeuger Netztarife bezahlen. Die Netztarife, mit denen die Errichtung, der Betrieb und die Erhaltung der Stromnetze finanziert werden, unterliegen nicht den Kräften des freien Marktes, sondern sie werden in Österreich von der Regulierungsbehörde E-Control Kommission festgelegt. In der Zusammensetzung des Strompreises für Haushaltskunden macht der Netzanteil rund ein Drittel aus.
Die Netzbetreiber sind für das Funktionieren des in Österreich seit 2001 geöffneten Strommarktsystems sehr wichtig, da sie das Recht zum freien Netzzugang gewährleisten müssen. Darunter wird das Recht eines Verbrauchers verstanden, dass er elektrische Energie von einem Lieferanten seiner Wahl über das Netz zu regulierungsbehördlich genehmigten Allgemeinen Bedingungen und regulierungsbehördlich festgelegten Netztarifen beziehen kann. Dazu gehört weiters, dass Erzeuger und Lieferanten unter diesen Bedingungen Kunden beliefern können.
Da die Netzbetreiber in der Regel mit der Stromerzeugung und dem Stromverkauf in der Unternehmensorganisation verbunden sind, sind auf Basis europäischer Rechtsvorschriften strenge Entflechtungsregelungen zur Trennung der Netztätigkeiten von den übrigen Tätigkeiten vorgesehen. Das 2009 beschlossene Dritte EU-Liberalisierungspaket verschärft diese Anforderungen vor allem für die Übertragungsnetzbetreiber noch einmal deutlich. Es ist nun eine eigentümerrechtliche Entflechtung der Übertragungsnetzbetreiber von den übrigen Teilen des integrierten Elektrizitätsunternehmens (Erzeugung, Stromhandel /-vertrieb) vorgesehen bzw. müssen gleichwertige Maßnahmen gesetzt werden. Dabei können die Übertragungsnetze im bisherigen Eigentum oder Unternehmen verbleiben, jedoch müssen in diesen Fällen durch die Netzeigentümer bzw. Netzbetreiber außerordentlich strenge Trennungsmaßnahmen erfüllt werden.
Weiters ist im EU-Liberalisierungspaket vorgesehen, dass ein europäisches Netz der Übertragungsnetzbetreiber (ENTSO) gegründet wird. Wesentliche Aufgabe von ENTSO sind die Erarbeitung von europäischen Netzkodizes und eines 10-jährigen europaweiten Netzentwicklungsplan. Zur Unterstützung der Kooperation der nationalen Regulierungsbehörden wird weiters eine EU-Einrichtung mit gemeinschaftsweiter Rechtspersönlichkeit, eine Agentur für die Zusammenarbeit der Regulierungsbehörden, gegründet.
Aktuelle Netzinfrastruktur-Projekte auf der Hochspannungsebene sind die Schließung des 380-kV-Hochspannungsringes durch den Bau von zwei Nord-Süd-Leitungen vom Burgenland in die Steiermark (eröffnet im September 2009) sowie von Oberösterreich nach Salzburg. Der Bau des 380-kV-Rings begann bereits Mitte der 1970er Jahre, er konnte allerdings bis heute nicht geschlossen werden. Gerade für die lückenlose Stromversorgung im Süden Österreichs ist dieses Projekt jedoch besonders wichtig: Aufgrund der in dieser Region fehlenden Erzeugungskapazitäten müssen diese durch Kraftwerke im Norden versorgt werden. Zwar bestehen heute schon Nord-Süd-Verbindungen im österreichischen 220 kV-Leitungsnetz über die Umspannwerke Ternitz, Umspannwerk Ernsthofen und Umspannwerk Tauern. Diese sind aber nicht für den Transport und den Transit größerer Leistungen gebaut worden und befinden sich bereits durch den Einsatz von Phasenschiebertransformatoren an der Grenze ihrer Leistungsfähigkeit.
Der Ausbau der 380-kV-Salzburgleitung von Oberösterreich nach Salzburg wurde Anfang August 2009 begonnen soll bis 2018 abgeschlossen sein.

### Netto-Stromimport
Seit 2001 importiert Österreich einen Teil seines verbrauchten Stroms aus dem Ausland. 2009 wurde 1,2 % mehr Strom gebraucht als in diesem Jahr erzeugt wurde (Stromerzeugung 69,0 Mrd. kWh, Inlands-Stromverbrauch inkl. Pumpspeicherung 69,8 Mrd. kWh). 2009 stammten etwa sechs Prozent des in Österreich öffentliche Netze eingespeisten Stroms aus ausländischen Kernkraftwerken.
Die Regulierungsbehörde E-Control veröffentlicht regelmäßig Stromkennzeichnungsberichte mit statistischen Daten.
Die Energy Exchange Austria ist die österreichische Strombörse und Anlaufstelle für den Handel von CO2-Emissionszertifikaten im Rahmen des EU-Emissionshandels. Durch den begonnenen Atomausstieg Deutschlands (nach dem Beginn der  Nuklearkatastrophe von Fukushima im März 2011 beschloss das Kabinett Merkel II die Abschaltung der sieben ältesten Atomkraftwerke und des Kernkraftwerk Krümmel), den starken Ausbau erneuerbarer Energien in Deutschland (Energiewende) und in anderen Nachbarländern Österreichs sowie durch andere Faktoren (z. B. hoher Ölpreis) haben sich die Märkte stark gewandelt.
2011 stieg der Stromimport aus dem Ausland stark.
2018 importierte Österreich über 14 % des verbrauchten Stroms, 36,7 % mehr Strom als 2017. Der Ökostromausbau stagnierte. Die IG Windkraft forderte  den Abbau der Warteschlange genehmigter Windkraftanlagen durch eine rasche Ökostromnovelle; diese könnten mehr als 2 % des heimischen Stromverbrauchs produzieren, jährlich 1,4 Milliarden Kilowattstunden.
2021 importierte Österreich über 5 Milliarden Kilowattstunden (= 5 Gigawattstunden), rund 7,5 Prozent des gesamten Inlandstromverbrauchs.

## Energie-Effizienz
Die österreichische E-Wirtschaft unterstützt die Energieeffizienz-Ziele der EU. Im März 2006 wurde die EU-Richtlinie (RL) Energieeffizienz und Energiedienstleistungen von der EU-Kommission beschlossen. Der darauf aufbauend von Österreich erlassene Nationale Aktionsplan enthält zahlreiche Maßnahmen und Vorhaben, insbesondere für die Bereiche Verkehr, Raumwärme und thermische Sanierung. Das erklärte Ziel aller Mitgliedsstaaten dabei:
Jeder Mitgliedsstaat legt für das neunte Jahr der Anwendung der Richtlinie einen generellen nationalen Energiesparrichtwert von 9 % fest, der aufgrund von Energiedienstleistungen und anderen Energieeffizienzmaßnahmen zu erreichen ist. Dazu sollen kostenwirksame, praktikable und angemessene Maßnahmen angewendet werden. In Österreich erfolgt die Umsetzung der Richtlinie mittels einer 15a-Vereinbarung zwischen Bund und Ländern sowie freiwilligen Vereinbarungen mit den Interessenvertretungen aus den Bereichen Strom, Gas und Mineralöl.
Neben der Richtlinie (EG) 2006/32/EG wurde im Oktober 2006 noch zusätzlich ein europäischer Aktionsplan für Energieeffizienz veröffentlicht. Dieser Aktionsplan konkretisiert Maßnahmen und Instrumente zur Steigerung der Energieeffizienz aus besagter Richtlinie. Zusätzlich zur Richtlinie 2006/32/EG wird in diesem Aktionsplan nicht nur der energetische Endverbrauch betrachtet, sondern es werden vorrangig mit der Energieumwandlung auch Aspekte des Primärenergieverbrauchs aufgenommen.

### Effiziente Erzeugung
Ein wichtiger Faktor für eine effiziente und ressourcenschonende Energieerzeugung ist der Wirkungsgrad von Kraftwerken: Dieser gibt an, welcher Anteil am Energieinhalt des Rohstoffes (Primärenergie) tatsächlich in Strom und/oder Wärme (Sekundärenergie) umgesetzt werden kann und ist durch physikalische Randbedingungen limitiert. Dadurch kann dieser Faktor auch durch den Einsatz neuerer Technologien nicht verbessert werden. Der obere elektrische Wirkungsgrad bei thermischen Kraftwerken als Grenzwert liegt bei ca. 40 % und ergibt sich aus dem Ersten Hauptsatz der Thermodynamik.
Bei den thermischen Kraftwerken kann zwar der Gesamtwirkungsgrad durch Kraft-Wärme-Kopplungen (KWK) auf Werte bis zu 86 % verbessert werden. KWK steigert aber nicht den elektrischen Wirkungsgrad, sondern drückt aus, dass die sonst als Verlustwärme anfallende Abwärme als Fernwärme oder Prozesswärme in der unmittelbaren Umgebung des Kraftwerks wirtschaftlich verwertet werden kann.
Im Bereich der Wasserkraftwerke setzt man zur Erhöhung des Wirkungsgrades in erster Linie auf neue Turbinentechnologien. Der deutlich höhere elektrische Wirkungsgrad liegt bei diesen Kraftwerken bei ca. 80 % bis 90 %.

### Effizienz im Energieverbrauch
Stromsparen heißt nicht zwingend, auf Komfort oder Lebensqualität verzichten zu müssen. Da effizientes Energiesparen gleichzeitig mit einer Reduktion des Energieverbrauchs und somit Einnahmeverlusten seitens der Energieversorgungsunternehmen verbunden ist, sind einschlägige „Energiesparprogramme“ von Energieversorgungsunternehmen aufgrund des Interessenskonfliktes bezüglich tatsächlicher Effizienz kritisch zu sehen.

## Strompolitik (Gesetzliche Grundlagen)
Das Elektrizitätswirtschaftsrecht im engeren Sinn soll im Interesse der gesamten österreichischen Volkswirtschaft eine ausreichende, sichere und preisgünstige Stromversorgung gewährleisten. Typischer Gegenstand des Elektrizitätswirtschaftsrechts waren und sind Regelungen über Konzessionen, die allgemeine Anschluss- und – bis zur Strommarktliberalisierung – Versorgungspflicht, Bewilligungspflichten für die Errichtung von Stromerzeugungsanlagen, Kontrahierungszwang auf der Grundlage von behördlich bewilligten allgemeinen Bedingungen und allgemeinen Tarifen bzw., seit der Liberalisierung, auf der Grundlage von Systemnutzungstarifen. Zudem ist das österreichische Elektrizitätsrecht eine typische „Querschnittsmaterie“. Das bedeutet, dass neben den energierechtlichen Regelungen des Elektrizitätswesens einer Reihe von weiteren Rechtsmaterien erhebliche Relevanz zukommt (z. B. Wasserrecht, Forstrecht etc.). Das Elektrizitätswirtschaftsgesetz von 1975, das 1979 geringfügig novelliert wurde, bildete den rechtlichen Kernbestand des Elektrizitätswirtschaftsrechts in Österreich bis zur vollständigen Neuregelung durch das Elektrizitätswirtschafts- und Organisationsgesetz (EIWOG) 1998.
Das 2. Verstaatlichungsgesetz bildet seit 1947 die organisationsrechtliche Grundlage der E-Wirtschaft in Österreich. Dieses Gesetz sah die Übertragung von Betrieben und Stromerzeugungs- bzw. -verteilungsanlagen in das öffentliche Eigentum vor. Die im Eigentum stehenden Elektrizitätsunternehmen wurden mit der Wahrnehmung verschiedener Aufgaben betraut:
- Verbundgesellschaft: Überregionale und verbundwirtschaftliche Aufgaben
- Landesgesellschaften und städtische Unternehmen: Allgemeinversorgung
- Sondergesellschaften: Bau und Betrieb von Großkraftwerken

Geändert wurde das 2. Verstaatlichungsgesetz 1987 durch die Privatisierungsnovelle, mit der die eigentumsrechtlichen Bestimmungen gelockert wurden. Heute gibt es in Österreich neben börsennotierten Unternehmen auch Unternehmen, an denen in- und ausländische Energieunternehmen Anteile halten.

## Strommarkt
Seit 2001 ist der österreichische Strommarkt liberalisiert. Seit diesem Zeitpunkt kann jeder Stromkunde seinen Stromlieferanten frei wählen.
Der Staat Österreich hat eine Energieagentur bzw. Regulierungsbehörde namens E-Control (Energie-Control Austria für die Regulierung der Elektrizitäts- und Erdgaswirtschaft).
Der erste Schritt in den liberalisierten Strommarkt erfolgte in Österreich mit dem 1. Oktober 2001. Mit der 100%igen Marktöffnung im Bereich elektrische Energie – die in Österreich bereits sechs Jahre vor dem von der EU vorgeschriebenen Zeitpunkt erfolgte – hat nun jeder Kunde das Recht, die von ihm benötigte elektrische Energie von einem netzzugangsberechtigten Stromanbieter seiner Wahl zu beziehen. Die Netzbetreiber sind dabei gesetzlich verpflichtet, jedem Netzzugangsberechtigten (Kunden und Erzeuger) den Netzzugang zu behördlich genehmigten Allgemeinen Bedingungen und zu behördlich bestimmten Systemnutzungstarifen (Durchleitungsentgelt) zu gewähren.
Gerade die Übertragungsnetzbetreiber unterliegen hohen Kooperationsanforderungen, um europaweite die Netzstabilität im Europäischen Verbundsystem gewährleisten zu können.
Das 2009 beschlossene 3. EU-Liberalisierungspaket verschärft diese Anforderungen noch einmal deutlich. Ein zentraler Inhalt dieses Pakets betrifft die Unabhängigkeit der Übertragungsnetzbetreiber von Erzeugung und Handel. Nach Ansicht der EU ist diese Unabhängigkeit von Netzbetreibern und Erzeugung bzw. Handel eine wesentliche Voraussetzung für den angestrebten EU-weiten liberalisierten Strombinnenmarkt.

## Strompreis

Haushaltsstrompreise im europäischen Vergleich; 2. Halbjahr 2009, in Cent pro kWh

Steuer- und Abgabenbelastung auf Strom für Haushaltskunden im europäischen Vergleich; 2. Halbjahr 2009, in Cent pro kWh

Der Strompreis setzt sich aus drei Teilen zusammen: Netzpreis, Energiepreis sowie gesetzliche Zuschläge, also Steuern und Abgaben. In Privathaushalten machen der Netzpreis und der Energiepreis circa je ein Drittel aus, dazu kommen noch die oben genannten gesetzlichen Zuschläge. Der Steueranteil von 28,0 % (2. Halbjahr 2010) am Gesamtpreis für Haushaltskunden wird im EU-Vergleich nur in drei anderen Ländern übertroffen.
Während der Energiepreis durch marktwirtschaftliche Mechanismen gebildet wird, werden die Netztarife in Österreich behördlich festgelegt. Eine derartige Regelung ist notwendig, da der Netzanbieter im Gegensatz zum Energielieferanten durch die Versorgungsregion vorgegeben ist und nicht frei vom Kunden gewählt werden kann.
In Österreich liegen die Strompreise sowohl für die Industrie als auch für die Haushalte im europäischen Mittelfeld. Europaweit hat sich das Strompreisniveau seit 2004 allerdings stark erhöht. Im Gegensatz dazu zeichneten sich die österreichischen Strompreise in den vergangenen Jahren durch eine hohe Preisstabilität aus.

## Stromhandel
Seit der Strommarktliberalisierung wird elektrischer Strom von den europäischen Elektrizitätsunternehmen grenzüberschreitend gehandelt und ersteigert. Die preisbildende Drehscheibe für diesen Stromhandel stellen die Strombörsen dar, wie etwa die Leipziger Energiebörse EEX (European Energy Exchange) und auch die österreichische Strombörse EXAA (Energy Exchange Austria). Beide sind die wichtigsten Handelsplätze für den österreichischen Markt. Neben Strom werden dort auch Emissionszertifikate für das Treibhausgas CO2, Kohle, und in Kürze auch Erdgas, gehandelt. Derzeit sind 185 (Stand 2009) Händler aus rund 20 Ländern an dieser Börse aktiv. Neben der Leipziger und der österreichischen Energiebörse gibt es in Europa aktuell Börsen in Frankreich, den Niederlanden, Belgien, dem iberischen Raum, Skandinavien und Großbritannien, Italien, Slowenien, Rumänien, Polen und Tschechien.
Im Industriekundensegment ist es aufgrund der hohen Stromabnahmemengen durchaus üblich, dass Unternehmen direkt mit den Elektrizitätslieferanten ihre Einkaufspreise verhandeln. Somit tragen sie das Risiko schwankender Strompreise am Großhandelsmarkt selbst, können aber auch von eventuell sinkenden Großhandelspreisen profitieren. Bei der Beschaffung des Stroms für Haushaltskunden wird von den Lieferanten zwecks Risikostreuung in größeren Zeiträumen geplant. Deshalb sind zum Beispiel für die aktuell geltenden Haushaltskundenpreise die Großhandelspreise der vergangenen zwei bis drei Jahre relevant.
Durch den europäischen Strommarkt können auch unerwartete Probleme, wie bei Kraftwerksausfällen oder Verbrauchsspitzen, mit Hilfe von Reserven in anderen Ländern bewältigt werden. Eine Schwachstelle des europäischen Strombinnenmarktes stellt derzeit allerdings die länderübergreifende Netzinfrastruktur dar. Die bestehenden Leitungsverbindungen waren ursprünglich nicht auf den grenzüberschreitenden Transport von großen Strommengen ausgerichtet – Engpässe sind daher noch die logische Konsequenz.